# عبد الرحمن حجازي
 هو الشاعر الراحل عبد الرحمن عبد الله أحمد الغامدي أحد الأسماء التي ساهمت في صناعة الأغنية السعودية في مراحل التأسيس منذ نحو 60 عاما. كان اسما فاعلا أيضا في العمل الاجتماعي وهو العمدة بل مثال العمدة ابن البلد الفعلي الذي ما يضع نصب عينيه إراحة الشرطة وإنهاء ما يمكن من مشكلات الناس وأهل الحارة بسلطة ومكانة وهيبة عموديته، فهو عمدة أحد أشهر أحياء مكة وأقربها إلى الحرم المكي الشريف «المسفلة». ويعتقد كثير من النقاد وزملاء الحرث في دنيا الأغنية أن دور الحجازي كعمدة وملامسته مشاكل الناس جعله يصور بعين ووجدان الشاعر عنده هذه المشكلات أغنيات رائعة، كما عمل الحجازي مديرا لمدرسة تعليم القيادة (دلة) في الرياض لمدة 19 شهرا بين عام 1396ـ1397 وكان له نشاط كتابي في جريدتي «المدينة» و«الندوة» في زاوية بمسمى «لماذا» كان يوقعها باسم «مسمار».

## سيرة فنية
الحجازي شاعر غنائي يجيء تميزه لما قدمه من تحايا جميلة لكثير من كبار فنانينا في بداية مشوار كل منهم.. إلى أن أصبحت هذه الأعمال علامات في بداية مشاويرهم مع الفن وتحديدا في عالم الغناء.. الحجازي ابن مكة المكرمة ظل طوال أكثر من نصف قرن يقاسم كبار فناني مكة المكرمة وشعرائها «كعكة» النجاح مثل إبراهيم خفاجي وياسين سمكري وجميل محمود وفؤار بنتن والراحل علي صائغ وفرقة المريعانية وغيرهم من أعضاء «ورشة الفن» في مكة المكرمة.
ومن الفنانين الذي أسهم الحجازي في تقديمهم خير تقديم للمستمع العربي منذ البدء كان الفنان عبادي الجوهر الذي شدا بأول أغنيات له بعد تجربته مع طلال مداح ولطفي زيني من كلمات الحجازي وألحان جميل محمود والتي نالت شهرة كبيرة كان ذلك عام 1387 (1967). واصل عبد الرحمن حجازي عمله في الوسط الفني بشكل مكثف لإبراز مواهب العديد من فناني المنطقة الشباب الذين كان لهم شأن فيما بعد في عالم الأغنية.
الحجازي كتب أغنيات خاصة بتكريم زميله الشاعر إبراهيم خفاجي وفنان العرب محمد عبده كما كان نشيد «ربع الخليج» الذي كتبه وقدمه هدية لاجتماع مجلس التعاون الخليجي الأول هو أول نشيد يكتب عن هذا المجلس وهو من ألحان وأداء جميل محمود.
أغنية ارو ياتاريخ بمناسبة الذكرى المئوية لتأسيس المملكة غناء هيام يونس ومن كلمات عبد الرحمن حجازي والحان جميل محمود يقول مطلعها:
ارو يا تاريخ وسجل يا زمن
كيف أبو تركي تحدى المستحيل
أسس البنيان بالدين والقيم
وراية التوحيد في دروبه دليل
وياخفيف الظل كتبها عبد الرحمن حجازي ولحّنها جميل محمود، استهلال النص يقول:
ياخفيف الظل
ظللني بفي
من حنان الحب
لاتبخل علي
بسمتك والله عندي كل شيء
تشرح الخاطر وتسعد دنيتي

## العمل والتعليم
درس في مدرسة (الخطاط) وهي مدرسة شهيرة في مكة المكرمة تخرج أكثر رجال المال والأعمال، وهو عبارة عن مدرسة ومعهد تعمل طوال العام تحت إدارة مؤسسها والمدرس فيها المعلم (إبراهيم) الذي كانت تعرفه كل مكة يومها، حيث كان يعلم في مدرسته الخط والحساب والإملاء فقط.. ومنها تخرج معظم مديري البنوك في مكة وعلى وجه الخصوص الإخوة (الحضارمة) الذين كانوا يدخلون هذه المدرسة فور وصولهم إلى مكة المكرمة ليتخرجوا محاسبين ومديرين وهكذا.. كان والد عبد الرحمن يعمل في التجارة وشاء ولده أن يتخرج من مدرسة إبراهيم التي كان يدرس فيها إلى جانبه كثيرون منهم الشيخ محمد القيري والشيخ خليل يماني.. ويتذكر عبد الرحمن حجازي ــ ــ أن المدرس وصاحب مدرسة (الخطاط) إبراهيم له طريقته الخاصة في التدريس حتى أنه أصدر كتابا متخصصا في التجارة اختار له عنوانا كلاسيكيا (تحفة الناظر للصيرفي والتاجر).
ظل عبد الرحمن يتابع دراسته حتى عام 1371 عندما ترك المدرسة ليتسلم (دكاكين) محال والده ويديرها إلى أن تزوج عام 1379 ليختلف مع الوالد ــ ــ لشأن أسري ويتجه للعمل الحكومي، حيث عمل موظفا في أمانة العاصمة البلدية كمراقب براتب عشر ريالات في اليوم، ثم أخذه طموحه إلى جدة، حيث أحب أن يعمل ويستقر فيها، فكتب خطابا برغبته هذه إلى مدير عام الإذاعة آنذاك عباس فائق غزاوي الذي أحاله إلى قسم التسجيلات ليبدأ العمل في اليوم التالي.. لولا أن والده جاء من مكة المكرمة في ذلك اليوم ليصر عليه أن يعود إلى مكة المكرمة معه والعمل في التجارة وهذا ما تم إلى أن تم اختياره عمدة لمحلة (المسفلة) أحد أهم وأشهر أحياء مكة المكرمة القريبة من الحرم المكي عام 1404 (1984) وظل يعمل عمدة للحي حتى تقاعد عن العمل الحكومي عام 1420.

## أبرز الأعمال
تعامل كثير من كبار الملحنين والمطربين مع أشعار عبد الرحمن حجازي منهم جميل محمود في أعمال عديدة قدمها جميل بصوته مثل «ترفق ياهوى، اللي عشمني، واندفاعي في هواك»، وطلال مداح ــ ــ له أغنية وحيدة «أماني العمر»، ومحمود حلواني أغنيتان «الله يسامح حبيبي، ويافرحة العزال» وغنى له الفنان حسين فقيه أغنيتين «الله لنا، وعيد الهنا»، وإبراهيم بشير أيضا شدا له بأغنيتين من ألحان حمدان بريجي «حبيب العمر، وباهي الطلعة»، والنجم عبد المجيد عبد الله قدم من أشعار الحجازي منذ أول ألبوماته أغنيات «وفر عتابك، لو درى قلبي، وياغصن يامياس»، وجميعها من ألحان جميل محمود. كما شدا له الراحل عبد الله مرشدي بأعمال عديدة منها «عزولي في هواك، واشرقي ياشمس حبي»، أما الفنان الراحل الكبير عبد الله محمد بـ «غريبة، وسامحتك».

## مختارات
حطم جدار الصمت واتكلم
خليني أعرف مكاني
خايف منك ومن حبك. خايف انك تخدعـني
خايف منك وانا جنبك.خايف من النار تحرقني
شايف في عيونك الحلوه.حاجه تقول ايه يعـني
قولها يا روحي وطمني
إن كان زعلان تزعل ليه. عشان صارحت وقلت بحب
إيه اللي جنيته قول لي إيه. يعني آنا أوّل من حب
ولا هواك عليك كثـير. ومكتـوب لقلبي يتعذب
قولي يا روحي وطمني
أخاف منك عشان بأهواك. ولا عمري في يوم أسلاك
أخاف عطفك غلب حبك.لا يا حبيبي ابغى هـواك
أطالب به وأصـر عليه.عشان بدايته كان برضاك
وانته اليوم تغالطني
قلبي اللي حبك من زمان. يهون عليك تنسى هواه
تذوقه طعــم الحرمان. وانته عايـش في دنياه
تداري عليه وتواســيه. وليه عيونك تتحداه
ليه يا روحي وطمني

## الحجازي في عيونهم
- يقول فنان العرب محمد عبده إن الراحل حجازي واحد من أهم الأسماء التي صنعت شخصية الأغنية الحجازية في مكة المكرمة، إلى جانب أب الأغنية الحجازية إبراهيم خفاجي كنت اتلمس حجازيته الموغلة في المحلية في أغنياته للزملاء مثل جميل محمود وفي أغنيته لابتسام لطفي «غض طرفك يامعنى» ومع عبادي الجوهر في «سمار ياسمار» عبد الرحمن حجازي ــ ــ شاعر ناعم غنيت له «قالوا القمر»، كما غنيت له أغنيات أفراح خاصة.
- يقول الشاعر إبراهيم خفاجي إن الحجازي زميل درب طويل من العطاء الفني قدم لساحة الأغنية تحايا كبيرة وجميلة ومن أعماله التي اعشق رقتها وبساطتها وحجازيتها ماكتبه للفنان يحيى لبان «زي الهوى والما والبدر في الظلما»، كذلك أغنية حجازية أكثر روعة «ياساري» للفنانة التونسية عايدة بوخريص، انظر البساطة والجمال في النص وهو الذي لحنه الجميل جميل محمود. والتي يقول مطلعها:

يساري بالشوق ساري بتدور على دنياك
في مركب من غير ساري
حاسب على نفسك
لا يغلبك يأسك
ما بين غمضة عين
ربك يعدلها.
- النجم عبادي الجوهر يقول: كان ــ ــ ممن دعموني في مرحلة دخولي الحياة الفنية، حيث كتب لي الكثير من الأغنيات التي لحنها الأستاذ جميل محمود وكانت سببا في نجاح بداياتي مثل «خايف منك ومن حبك، اللي مو ع البال حاله صعيب حاله، لاجل عين تكرم مدينة، قالوها كثير صدقيني، وأغنية والله وفيت»، وغيرها الكثير إلى أن وصلنا في مرحلة لاحقة إلى «سمار يا سمار».
- الفنان جميل محمود الذي زامل الراحل نحو نصف قرن، ولحن له الكثير من النصوص الغنائية يقول:

فقد مجلسي الأسبوعي «الأحدية» حضور وطلة الراحل الجميل عبد الرحمن حجازي ــ ــ منذ سنوات، لقد كان الحجازي واحدا من الشعراء الذين طرز جمال عطائهم مجلسنا الفني الاجتماعي الأسبوعي، كنت أحب فيه كتاباته المتفائلة، ولحنت له «عندي أمل» لصوت حسن يوسف و«لا تكلمني» لهيام يونس والكثير من الأعمال بيننا.
- ويقول الشاعر ياسين سمكري زميل مشوار الحجازي: من أعجب قصصنا أننا أبناء مكة، وبدأت موهبة الشعر تغزونا إلا أنني لم أره إلا في جدة وتعرفت عليه لأول مرة في إذاعة جدة عندما نتسلم مكافأة أغانينا، حيث عرفني عليه عمر كدرس ــ ــ في مكتب عباس فائق غزاوي ــ ــ قائلا: شوف هذا شاعر ترى كويس ومن مكة برضه.. يستطرد السمكري: ومنذ ذلك اليوم وضعت يدي بيد ذلك الرجل الفنان والشاعر الكبير والإنسان العطوف وكانت صداقة 44 عاما لم تنته حتى برحيله ــ.
- ويقول الفنان سعيد مقبل ارتباطي معه برحم، كوني زوج ابنته، جعلني قريبا منه في الحياة الفنية كثيرا، فلقد سعدت بإهدائه لي الكثير من نصوصه الإبداعية التي لحنتها وشدوت بها مثل «ابتسم، لاتنكر انك تحب، وش تبي، كلمة حنان، نامت عيون البشر، وترفق ياهوى»، وغيرها الكثير من الأعمال.

والفنان الممثل عبد الله نيازي أحد علامات جمعية الثقافة والفنون في الطائف، يقول الحجازي شخصية خصبة العطاء في عالم الأغنية الحجازية وله من الأغنيات الحجازية التي قمنا باستخدامها في أعمالنا المسرحية.
- أما الشاعر يوسف رجب شاعر الأغنية المرتبطة بالجمال والنغم والهنك الحجازي، يقول الجميل في شعر عبد الرحمن حجازي أن نصوصه بنت الأرض والبيئة ولاتعدو كونها الكلام الذي تقوله أنت ورفيقك وأهلك وغير ذلك، كما أن في نصوصه يطغى المثل الشعبي مثل «أهل المثل قالوا، واللي موع البال»، وغيرها. أنا شخصيا معجب جدا بتجربة الحجازي وأسلوبه في كتابة الأغنية.